# UFC 41
UFC 41: Onslaught는 2003년 2월 28일에 미국 뉴저지주에서 개최된 UFC 경기이다.

## 같이 보기
- UFC
- UFC 대회 목록